# 金沢漁港

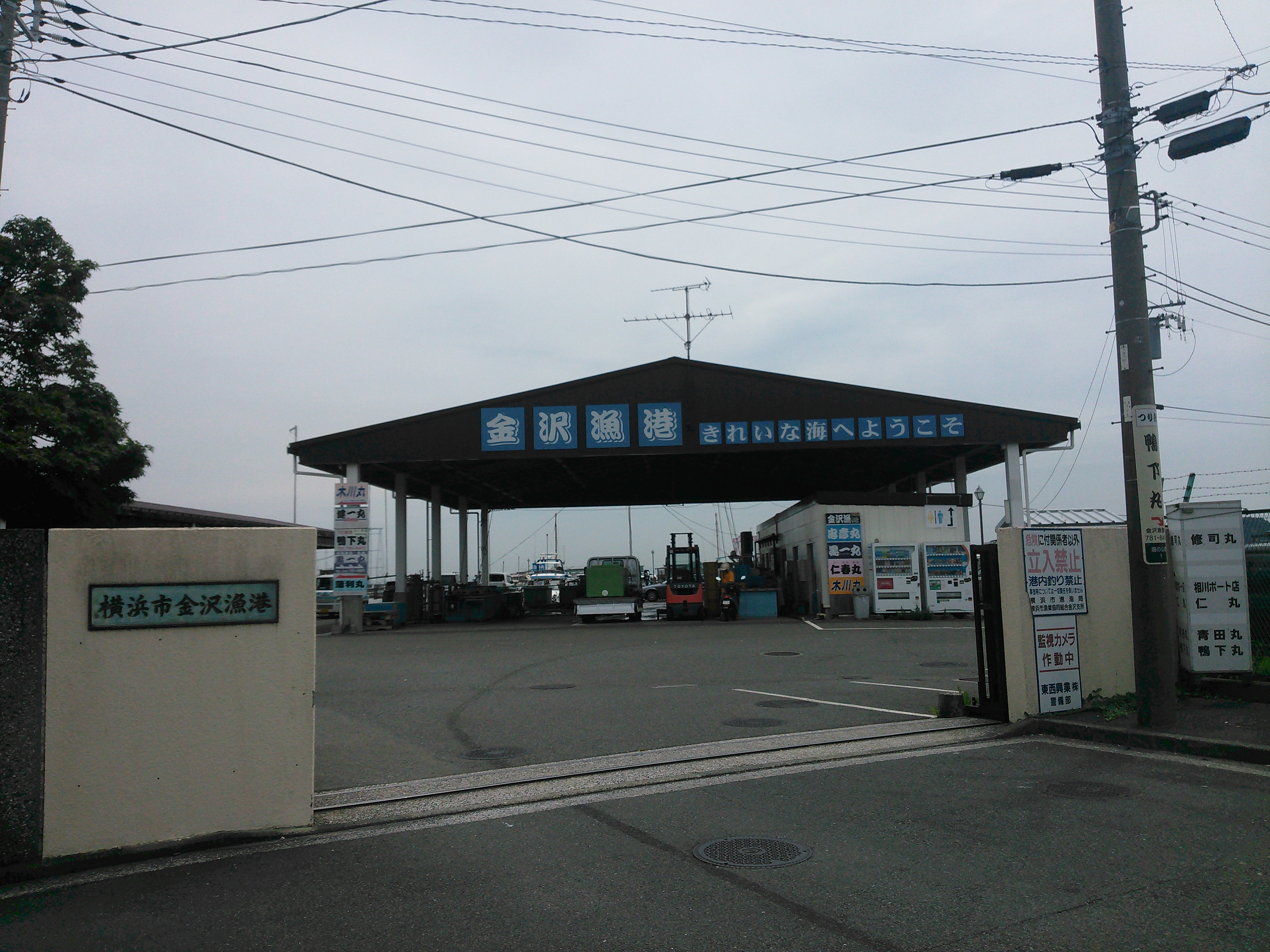
金沢漁港

金沢漁港（かなざわぎょこう）は、神奈川県横浜市金沢区海の公園に位置する第1種漁港である。

## 概要
- 管理者 - 横浜市
- 漁業協同組合 - 横浜市漁業協同組合金沢支所
- 組合員数 - 75名（2001年（平成13年）12月）
- 漁港番号 - 2110030

## 沿革
- 1952年（昭和27年）12月29日 - 漁港法に基づき、第1種漁港に指定される。
- 1992年（平成4年）4月21日 - 移転に伴い、区域を変更する。

## 主な魚種
- 穴子
- 昆布
- のり
- ワカメ
- カレイ
- シャコ

## 主な漁業
- 海面養殖業
- 刺し網漁業
- 釣り

## 港周辺
- 野島公園
- 海の公園

## 交通
- 金沢シーサイドライン - 「野島公園駅」
- 横浜京急バス「海の公園」下車